# Dawson (Minnesota)
Dawson és una població dels Estats Units a l'estat de Minnesota. Segons el cens del 2000 tenia 1.539 habitants.

## Demografia
Segons el cens del 2000, Dawson tenia 1.539 habitants, 677 habitatges, i 398 famílies. La densitat de població era de 404,2 habitants per km².
Dels 677 habitatges en un 24,4% hi vivien nens de menys de 18 anys, en un 53,5% hi vivien parelles casades, en un 3,4% dones solteres, i en un 41,2% no eren unitats familiars. En el 39,1% dels habitatges hi vivien persones soles el 25,7% de les quals corresponia a persones de 65 anys o més que vivien soles. El nombre mitjà de persones vivint en cada habitatge era de 2,17 i el nombre mitjà de persones que vivien en cada família era de 2,88.
Per edats la població es repartia de la següent manera: un 21,6% tenia menys de 18 anys, un 6,7% entre 18 i 24, un 21,4% entre 25 i 44, un 20,5% de 45 a 60 i un 29,7% 65 anys o més.
L'edat mediana era de 45 anys. Per cada 100 dones de 18 o més anys hi havia 83 homes.
La renda mediana per habitatge era de 31.442 $ i la renda mediana per família de 46.484 $. Els homes tenien una renda mediana de 30.493 $ mentre que les dones 18.750 $. La renda per capita de la població era de 19.084 $. Entorn del 3,3% de les famílies i el 7,4% de la població estaven per davall del llindar de pobresa.

## Poblacions més properes
El següent diagrama mostra les poblacions més properes.